# Specs Powell
Gordon "Specs" Powell (5 juni 1922 - 15 september 2007) was een Amerikaanse jazz-drummer in de swing en bop.
Powell had een eigen combo, waarin hij naast drums ook piano speelde, maar eind jaren dertig ging hij definitief verder op de piano. Hij werkte onder andere bij Edgar Hayes (1939), Eddie South, John Kirby, Benny Carter en Ben Webster. Vanaf 1943 was hij muzikant bij CBS, waar hij bijvoorbeeld Frank Sinatra, Harry Belafonte en Barbra Streisand begeleidde. Van 1947 tot 1952 was hij lid van het orkest van Ray Bloch. Daarbuiten speelde hij bij of met Benny Goodman, Red Norvo, Mildred Bailey, Billie Holiday, Erroll Garner en het trio van Teddy Wilson.
In 1958 verscheen de enige plaat van Powell onder eigen naam, een album voor Roulette Records waaraan Jimmy Cleveland en Sahib Shibab en anderen (elf man in totaal) meewerkten.

## Discografie
- Movin' On, Roulette, 1958 ('albumpick' Allmusic.com)